# West City Hotel
West City Hotel este un hotel de patru stele din Cluj-Napoca.
Este situat în apropierea complexului Polus Center Cluj și a fost inaugurat la începutul anului 2009 în urma unei investiții de 10 milioane euro.
Are o suprafață totală de 7.000 de metri pătrați, este structurat pe cinci etaje și dispune de 101 camere, destinate în special oamenilor de afaceri.
Hotelul dispune și de trei săli de conferință cu o capacitate totală de 500 de locuri, un restaurant cu 120 de locuri și 300 de locuri de parcare.
În mai 2009, hotelul a fost cumpărat de omul de afaceri Elena Grec din Târgu Mureș.